# Disoccupazione

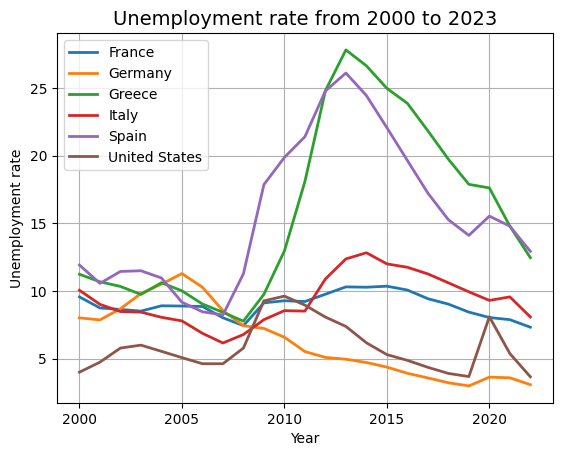
Evoluzione del tasso di disoccupazione a partire dal 2000. Fonte: [https://data.oecd.org/unemp/unemployment-rate.htm OECD data

La disoccupazione in un'economia di mercato è la condizione di mancanza di un lavoro retribuito per persone in età da lavoro. 
Si possono avere sia disoccupati perché hanno perso il lavoro che svolgevano (disoccupati in senso stretto), sia perché sono in cerca della prima occupazione (inoccupati). Con disoccupazione si intende dunque la condizione opposta all'occupazione.
In macroeconomia il concetto di disoccupazione si può estendere all'intero Stato e sulla base dei dati raccolti si possono calcolare stime statistiche come il tasso di disoccupazione.

## Descrizione
(Robert F. Kennedy,1968)
La disoccupazione di Stato Stazionario di una economia dipende dal tasso di separazione dal lavoro e dal tasso di ottenimento di occupazione.

### Durata
Se la maggior parte della disoccupazione è di breve durata, si può ipotizzare che si tratti dell'inevitabile disoccupazione frizionale. Se la disoccupazione è di lunga durata è da classificarsi come disoccupazione strutturale. Se ci si pone l'obiettivo di abbassare il tasso naturale di disoccupazione, la politica economica deve tendere a focalizzarsi sulla disoccupazione a lungo termine, ossia quella a cui si riferisce la maggior parte della quantità di disoccupazione.

### In diversi gruppi demografici
Il tasso di disoccupazione varia sensibilmente tra diversi gruppi di popolazione. I lavoratori più giovani hanno un tasso di disoccupazione molto più elevato dei lavoratori più anziani. Si possono individuare due diverse possibili cause di un elevato tasso di disoccupazione: un basso tasso di ottenimento di lavoro e un alto tasso di separazione dal lavoro. I gruppi demografici caratterizzati da un elevato tasso di disoccupazione tendono ad avere un elevato tasso di separazione dal lavoro; le variazioni del tasso di ottenimento del lavoro tra i diversi gruppi tendono ad essere meno marcate. I giovani, appena entrati nel mercato del lavoro, sono incerti sulla carriera da intraprendere; risulta utile per loro provare diversi tipi di lavoro. È giusto attendersi per questo gruppo un elevato tasso di separazione dal lavoro e un più alto tasso di disoccupazione frizionale.

### Costi
Quando la disoccupazione ciclica è elevata, la società deve sopportare un costo opportunità causato dalla mancata produzione di una certa quantità di prodotto potenziale (equivalente a ciò che si sarebbe potuto produrre in condizioni di piena occupazione).
Altri costi della disoccupazione sono i costi sociali e i costi umani, che si manifestano in svariate problematiche psicologiche o psicofisiche che affliggono il disoccupato. In alcuni casi, oltre al declino economico la disoccupazione a lungo termine può portare a perdita di identità di gruppo, impatto sul ruolo famigliare, conflitto interiore di valori ed aspirazioni che può portare ad accettare proposte pur di ottenere un impiego che in altri momenti avrebbe considerato immorali, ipertensione, depressione e alcolismo. Nei casi più disperati si sono registrati suicidi.

## Tipi di disoccupazione

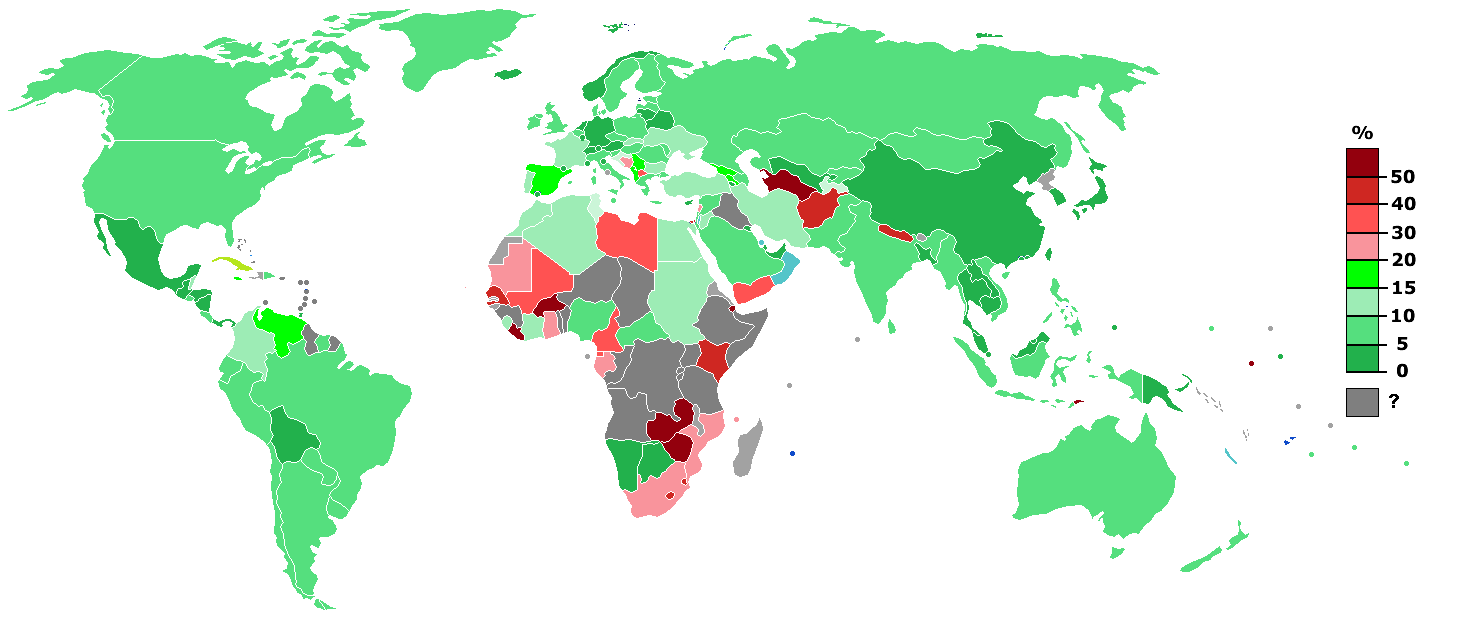
Tasso di disoccupati nel mondo nel 2016.

Gli economisti distinguono diversi tipi e diverse teorie sulla disoccupazione, come quella ciclica, la disoccupazione frizionale, quella strutturale e quella classica. Altre categorie di disoccupazione sono quella stagionale, quella ciclica e quella nascosta. Possiamo anche distinguere fra disoccupazione volontaria e involontaria, in base ad una semplice distinzione: quella volontaria è attribuita alla volontà del singolo individuo, mentre quella involontaria esiste a causa delle condizioni socio-economiche (come la struttura del mercato, l'intervento del governo, ecc..) della società nella quale si trova l'individuo. 
Messa in questi termini, molta della disoccupazione frizionale è volontaria, perché riflette un comportamento di ricerca individuale. La disoccupazione volontaria include quei lavoratori che rifiutano lavori a basso guadagno mentre la disoccupazione involontaria include le persone che sono state licenziate a causa della crisi economica, del fallimento della compagnia per cui lavoravano o della sua riorganizzazione. La disoccupazione congiunturale, la disoccupazione strutturale e la disoccupazione classica sono in gran parte di natura involontaria. Tuttavia, l'esistenza di disoccupazione strutturale può riflettere le scelte fatte dai disoccupati in passato, mentre quella classica (naturale) può derivare da scelte legislative ed economiche fatte da sindacati o partiti politici. 
Quindi la distinzione tra disoccupazione volontaria e involontaria è difficile da disegnare. I casi più evidenti di disoccupazione involontaria sono quelli in cui ci sono meno posti di lavoro vacanti rispetto ai lavoratori disoccupati. In questo modo, anche se tutti i posti vacanti sono coperti, alcuni lavoratori disoccupati rimarrebbero ancora.

### Disoccupazione classica
La disoccupazione classica avviene quando il numero di posti di lavoro disponibili è inferiore all'offerta di lavoro da parte dei candidati. Gli economisti neoliberisti affermano che l'aumento delle regolazioni imposte dal governo può portare ad una crescita della disoccupazione. Per esempio, una paga minima garantita aumenterebbe il costo dei lavoratori con poche competenze specifiche sopra l'equilibrio di mercato, portando ad un aumento della disoccupazione. Leggi che vanno a limitare i licenziamenti potrebbero indurre gli imprenditori ad assumere di meno.
Questo ragionamento però ignora altri fattori che contribuiscono alla disoccupazione. Altri, come Murray Rothbard, suggeriscono che persino i taboo sociali possono prevenire la caduta dei salari.
Nell'opera Out of Work: Unemployment and Government in the Twentieth-Century America, gli economisti Richard Vedder e Lowell Gallaway sostengono che il livello record di stipendi, produttività e disoccupazione in America conferma la teoria della disoccupazione classica. I dati a loro disposizione mostrano una forte correlazione fra i salari adattati all'inflazione e il livello di disoccupazione negli USA fra il 1900 e il 1990, anche se affermano che i loro dati non tengono conto di variabili esogene.

### Disoccupazione ciclica

Il modello IS-LM Model è utilizzato per comprendere gli effetti dello shock di domanda sull'economia.

Questa è la disoccupazione determinata dalle variazioni del ciclo economico. Il tasso di disoccupazione aumenta quando l'economia è in fase di recessione. La disoccupazione ciclica o keynesiana si verifica quando non c'è abbastanza domanda globale nell'economia per fornire lavoro a tutti coloro che vogliono lavorare. La domanda per molti servizi e beni crolla, minore produzione è richiesta e conseguentemente meno lavoratori sono richiesti, gli stipendi sono ridotti. Il suo nome deriva dai frequenti spostamenti del ciclo economico, anche se la disoccupazione può anche essere persistente come è avvenuto durante la Grande Depressione.
Con la disoccupazione ciclica, il numero di lavoratori disoccupati supera i posti di lavoro disponibili, quindi anche se si raggiungesse la piena occupazione, alcuni lavoratori rimarrebbero comunque disoccupati. Alcune persone associano la disoccupazione ciclica con quella frizionale perché i fattori che causano la frizione sono parzialmente causati da variabili cicliche. Gli economisti keynesiani vedono la mancanza di lavoro come una cosa risolvibile dall'intervento del governo. Una strategia suggerita è quella di aumentare le spese statali per accelerare l'occupazione e la domanda. Un'altra strategia consigliata è quella di adottare una politica monetaria espansiva che aumenti la quantità di denaro circolante per ridurre i tassi d'interesse e così aumentare le spese private.

### Teoria marxista della disoccupazione
(Marx)
I marxisti condividono la visione keynesiana del rapporto fra la domanda globale e la disoccupazione, ma con l'avvertimento che la tendenza del sistema capitalistico di ridurre la partecipazione dei lavoratori nell'attività imprenditoriale e la compressione dei loro salari causa la diminuzione della domanda globale, portando alla crisi della disoccupazione e a periodi di stagnazione prima che la crescita economica possa tornare. Secondo Karl Marx, la disoccupazione è inerente ad un sistema capitalistico instabile e periodiche crisi di disoccupazione generale devono essere previste. In questo modello di organizzazione sociale, il proletariato serve a serbatoio di forza lavoro, spingendo all'abbassamento dei salari. Tutto ciò è realizzato dividendo il proletariato in lavoratori che producono surplus economico e disoccupati.. Secondo Marx, l'unico modo di eliminare per sempre la disoccupazione sarebbe quella di abolire completamente il capitalismo e un sistema sociale che spinge alla competizione per lo stipendio e passare ad un modello economico socialista. Per i Marxisti contemporanei, l'esistenza della disoccupazione è la prova che il modello capitalista non riesce a garantire piena occupazione.

### Disoccupazione strutturale

La legge di Okun interpreta la disoccupazione in funzione del tasso di crescita del PIL.

La disoccupazione strutturale è la mancanza di un impiego legata all'assenza di corrispondenza tra domanda e offerta di lavoro. In altre parole, è la mancata corrispondenza tra abilità del lavoratore e richiesta del datore, oppure la differenza di posizione geografica; si verifica quando il mercato del lavoro non riesce a fornire un lavoro a tutti i potenziali candidati in quanto non c'è un accordo fra le competenze e le conoscenze richieste e quelle possedute da chi vuole lavorare. 
Questo tipo di disoccupazione è difficile da separare in maniera empirica dalla disoccupazione frizionale, ma dura molto di più di quest'ultima. Lo stimolo della domanda globale non va a diminuire questo tipo di disoccupazione. La disoccupazione strutturale può essere indotta ad aumentare da una disoccupazione ciclica persistente: se i lavoratori sono fuori a lungo dal mercato del lavoro, le loro competenze diventano obsolete e inutili e diventa per loro più difficile reinserirsi anche se in futuro l'economia dovesse risollevarsi. 
Molta della cosiddetta disoccupazione tecnologica, consistente nei lavoratori rimpiazzati da macchine, potrebbe rientrare nella disoccupazione strutturale. Alternativamente, la disoccupazione tecnologica si può anche riferire al modo in cui una stabile crescita della produttività dei lavoratori implica che meno lavoratori sono richiesti per produrre lo stesso livello di beni ogni anno. Il fatto che la domanda globale possa essere aumentata per risolvere questo problema indica che questo tipo di disoccupazione è, in realtà, ciclico. Come è indicato dalla legge di Okun, la domanda globale deve crescere abbastanza velocemente per assorbire non solo la crescente forza lavoro ma anche quei lavoratori resi inutili dall'aumentata produttività.

### Disoccupazione stagionale
Questo tipo di disoccupazione rappresenta la mancanza di lavoro causata dalle variazioni climatiche e stagionali. Anche questo tipo di disoccupazione interessa il breve termine ed è tipica degli impieghi legati al turismo. Per es. la maggior parte dei bagnini è soggetta a disoccupazione stagionale durante la stagione invernale. Di solito le statistiche non considerano questo tipo di mancanza di lavoro adottando apposite tecniche correttive.

### Disoccupazione frizionale

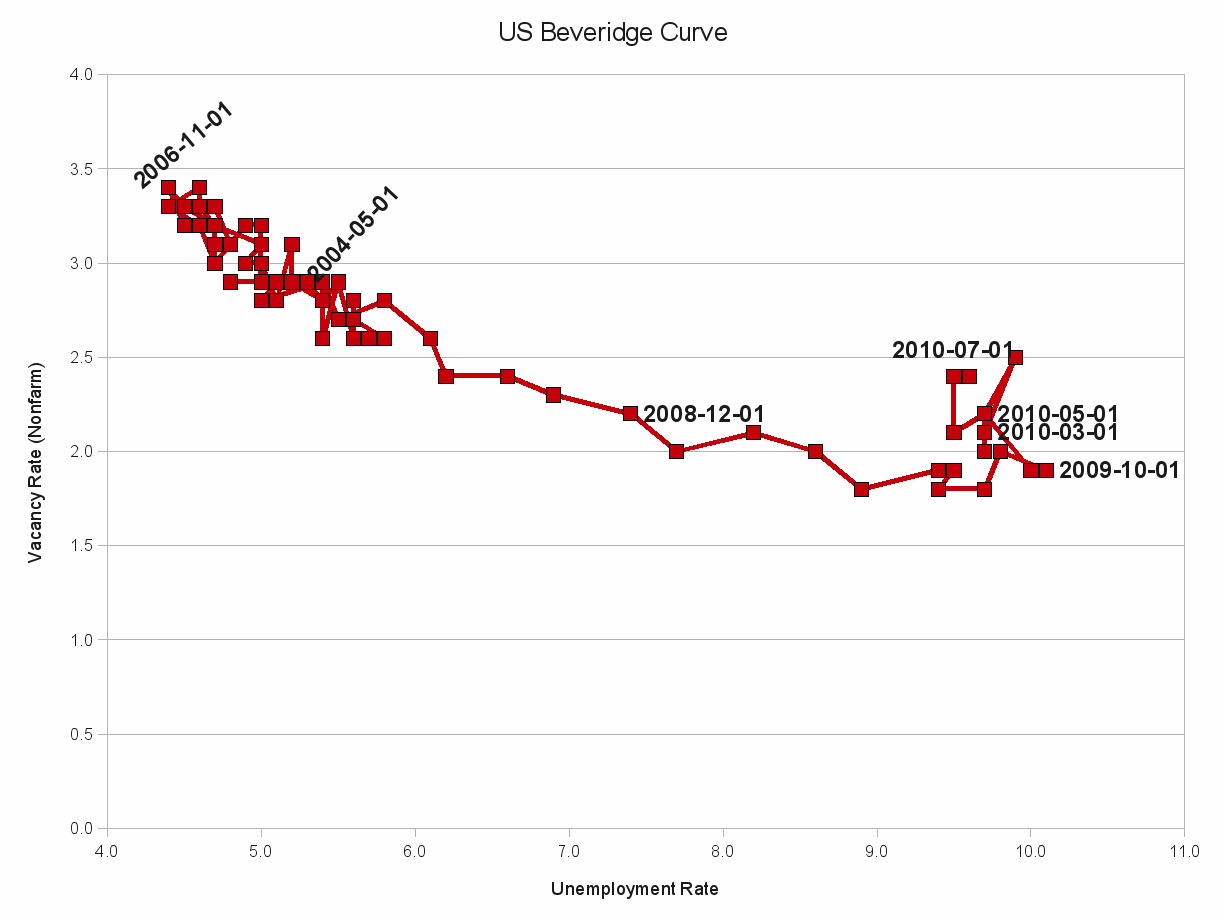
La curva di Beveridge dei posti lavoro nel 2004 e del tasso di disoccupazione negli Stati Uniti.

Indica la condizione di quelli che non hanno un'occupazione, cioè non lavorano. Interessa il breve termine, per coloro che cercano lavoro per la prima volta o che stanno cambiando impiego. Ci vuole infatti del tempo per far coincidere le richieste dei lavoratori con il mercato del lavoro. Il modello di equilibrio del mercato aggregato parte dall'ipotesi che tutti i lavoratori e tutte le occupazioni siano uguali e che ogni lavoratore sia adatto ad ogni tipo di occupazione; nella realtà, i lavoratori hanno competenze e preferenze differenti l'uno dall'altro ed impiegano del tempo per trovare una nuova occupazione. Una certa quantità di disoccupazione frizionale è pertanto inevitabile: con il variare della domanda di beni e servizi, varia anche la domanda di lavoro per produrre quei beni e quei servizi. 
Gli economisti chiamano "spostamento intersettoriale" la variazione nella composizione della domanda di lavoro tra settori e aree diverse. La disoccupazione frizionale è inevitabile nella stessa misura in cui domanda e offerta sono in evoluzione. Pur ritenendo che il "tasso di disoccupazione frizionale" si attesti attorno al 3-4%, esistono aree in cui vengono misurati tassi anche inferiori al 2%. La disoccupazione frizionale esiste perché sia i lavori che i lavoratori sono eterogenei, il mismatch può sorgere dalle differenze fra domanda e offerta. Questo tipo di disoccupazione è positivo per l'economia in quanto porta ad una migliore distribuzione delle risorse. 
Se il processo di riaggiustamento dura troppo a lungo, questo può portare qualche danno in quanto alcuni lavori non saranno fatti. I governi provano ad evitare la disoccupazione frizionale non necessaria fornendo istruzione, consigli, formazione e assistenza. Le frizioni nel mercato del lavoro sono rappresentate dalla curva di Beveridge. Questo grafico mostra una correlazione fra il tasso di disoccupazione in un asse e il tasso di occupazione nell'altro. Cambiamenti nell'offerta e nella domanda portano ad variazioni del grafico. Un incremento (decremento) delle frizioni sul mercato del lavoro sposterà la curva verso l'esterno (verso l'interno).

### Disoccupazione a lungo termine
Questo tipo di disoccupazione è definito dall'UE come la mancanza di lavoro per un periodo superiore ad un anno. L'ufficio statistico degli Stati Uniti d'America dice che si verifica questo tipo di disoccupazione se c'è mancanza di lavoro per più di 27 settimane. La disoccupazione a lungo termine fa parte di quella strutturale, esistente in ogni classe di età, livello di istruzione e settore di occupazione.

### Disoccupazione nascosta
Disoccupazione nascosta: è l'eccesso di lavoratori impiegati in contesti rurali nei paesi in via di sviluppo caratterizzati da una produttività marginale sostanzialmente nulla e da un saggio di salario a livello di sussistenza. A dispetto degli altri tipi di disoccupazione, in quella nascosta il lavoratore è in realtà occupato nel contesto sociale ma percepisce una remunerazione che basta solo per soddisfare i propri bisogni primari e il suo apporto alla produzione è praticamente nullo. La disoccupazione nascosta non è riflessa nella statistiche ufficiali, a causa del modo in cui sono raccolti i dati.
Le statistiche inoltre non contano i sotto occupati, coloro che lavorano meno ore di quello che preferirebbero.
Per chiarire meglio quest'ultimo concetto è utile vedere un esempio di calcolo di disoccupazione nascosta. Si supponga ad es. che in un paese in via di sviluppo 10 lavoratori vengano impiegati durante un anno per coltivare una quantità di terreno e che ogni lavoratore lavori mediamente 5 ore al giorno. Durante l'anno si svolgono i seguenti lavori:
- Semina del grano, che richiede 30 ore di lavoro
- Raccolta del grano, che richiede 40 ore di lavoro
- Vendemmia, che richiede 30 ore di lavoro

Dato che i lavori non vengono svolti contemporaneamente e che la raccolta del grano risulta essere l'attività che richiede la maggior quantità di lavoro, richiedendo 40 ore di lavoro complessive al giorno, si può calcolare che durante l'intero anno di attività il numero massimo di lavoratori contemporaneamente necessari è di: 40 ore di lavoro / 5 ore medie di lavoro giornaliere = 8 lavoratori. La disoccupazione nascosta in questo caso è di 10 - 8 = 2 ed è rappresentata dai 2 lavoratori che apportano una produttività marginale praticamente nulla al processo produttivo descritto e possono quindi essere sottratti dall'occupazione attuale e inseriti in altri contesti lavorativi senza creare un decremento della produzione.

## Misure
Come in molti fenomeni oggetto di studio dell'economia, è possibile misurare la disoccupazione calcolando dei tassi opportuni.
Il più semplice di questi è il tasso naturale di disoccupazione, che corrisponde al tasso medio di disoccupazione attorno a cui oscilla l'economia di uno stato. Può essere considerato come il tasso di disoccupazione stazionario perché è quello a cui l'economia tende nel lungo periodo.
Se definiamo per comodità:
- L il totale della forza lavoro;
- O il numero degli occupati;
- D il numero dei disoccupati

La forza lavoro è uguale alla somma di occupati e disoccupati: L=D+O. Il tasso di disoccupazione corrisponde al numero dei disoccupati fratto il totale della forza lavoro: D/L.
È inoltre possibile calcolare:
- il tasso di separazione dal lavoro (per convenzione: s), cioè la frazione di individui occupati che perdono il lavoro ogni mese;
- il tasso di ottenimento del lavoro (per convenzione: o), ossia la frazione di individui disoccupati che trova occupazione ogni mese.

Il tasso di occupazione e quello di ottenimento determinano il tasso di disoccupazione.
Se il tasso di disoccupazione non si modifica, il numero di individui che trovano occupazione è uguale a quello degli individui che perdono il lavoro. Il numero degli individui che trovano lavoro è oD; quello degli individui che perdono lavoro è sO; possiamo dire quindi: oD= sO.
Il lavoro dipende a sua volta da agenti esterni, che sono le caratteristiche che non dipendono da quello stesso individuo ma da una diversa fonte.

### Politica economica
Molti provvedimenti di politica economica sono finalizzati a far diminuire il tasso naturale di disoccupazione: gli uffici di collocamento per supportare la ricerca di lavoro, politiche pubbliche di riqualificazione professionale, incentivi alle aziende per l'assunzione di persone in cerca di lavoro.
Altri provvedimenti pubblici contribuiscono ad aumentare la disoccupazione frizionale; uno di questi è il sussidio di disoccupazione. 
Anche nell'ambito della scuola economica liberista esiste una convergenza autorevole sulla convenienza a introdurre un reddito di base o un reddito minimo garantito.
Riducendo il disagio economico prodotto dalla disoccupazione, il sussidio aumenta la quantità di disoccupazione frizionale e fa aumentare il tasso naturale di disoccupazione. La consapevolezza che una parte del proprio reddito è protetta dal sussidio di disoccupazione fa diminuire l'interesse a cercare posti con prospettive di occupazione duratura e a contrattare garanzie di sicurezza di occupazione col datore di lavoro, esulano ovviamente da questi schemi i cosiddetti "lavorati stagionali", i quali sono soggetti ai picchi di stagionalità lavorativa intrinseca del territorio a cui appartengono. Questo provvedimento presenta l'indubbio vantaggio di ridurre l'incertezza dei lavoratori rispetto al proprio reddito e quindi di programmare impegni e investimenti per il proprio futuro; inducendo i lavoratori a rifiutare le offerte ritenute non adeguate, favorisce una migliore corrispondenza tra le caratteristiche dei lavoratori e quelle dei posti di lavoro che sono chiamati a ricoprire, e il diritto ad una equa retribuzione in proporzione alla qualità e quantità del lavoro svolto. Da notare che l'impresa che licenzia un lavoratore corrisponde solo una parte del sussidio, mentre la parte rimanente proviene dai ricavi generali del sistema di welfare, o in altri Paesi della fiscalità generale.

### Trattazione matematica
Ipotizzando che tutto il commercio si basi sullo scambio di beni e lavoro, la quantità di beni che un'azienda deve cedere in cambio di un'ora di lavoro si dice salario reale. Ma poiché il lavoro viene venduto in cambio di denaro e non di beni il salario reale è dato dal rapporto tra il salario nominale W e il prezzo P dei beni.
Considerato che il profitto di tutte le imprese facenti parte dell'economia è dato dalla differenza tra il PIL e il costo del lavoro impiegato:
{\displaystyle \Pi =f(L)-{\dfrac {W}{P}}L}
dove f(L) è il PIL che cresce con l'aumentare del numero di occupati L e supponendo inoltre che la funzione f(L) sia concava pertanto risulta:
{\displaystyle {\dfrac {d(f(L))}{dL}}>0}
e
{\displaystyle {\dfrac {d^{2}(f(L))}{dL}}<0}
Poiché le imprese tendono a massimizzare il profitto, calcolando la derivata del profitto e ponendola uguale a 0 si ha che la domanda di lavoro da parte delle imprese è:
{\displaystyle {\dfrac {d(f(L^{D}))}{dL}}={\dfrac {W}{P}}}
I lavoratori decidono la quantità di lavoro da offrire in base al salario atteso uguale al rapporto tra il salario nominale e il livello dei prezzi percepito pertanto:
{\displaystyle L^{S}=g\left({\frac {W}{P^{e}}}\right)}
Chiaramente l'offerta di lavoro aumenta con l'aumentare del salario atteso quindi calcolando la funzione h inversa di g si ha:
{\displaystyle {\dfrac {W}{P^{e}}}=h(L^{S})}
con {\displaystyle h^{'}>0}
Ricavando W dalla prima e sostituendola nell'altra nell'ipotesi che la domanda di lavoro eguagli l'offerta di lavoro si ottiene:
{\displaystyle {\dfrac {P}{P^{e}}}f^{'}(L)=h(L)={\dfrac {W}{P^{e}}}}
e quindi:
{\displaystyle Pf^{'}(L)=W}
che si può scrivere nella forma:
{\displaystyle Pd(f(L))=Wd(L)}
integrando ambo i membri rispetto a L si ottiene:
{\displaystyle Pf(L)=WL+c} con c costante di integrazione arbitraria.
Ora imponendo la condizione che in corrispondenza di {\displaystyle L_{*}} il PIL assuma il valore {\displaystyle f(L_{*})} si ricava la costante {\displaystyle c=Pf(L_{*})-WL_{*}}
Sostituendo c si ottiene:
{\displaystyle L={\dfrac {f(L)-f(L_{*})}{\dfrac {W}{P}}}+L_{*}}
Quindi esistono 4 possibilità:
1. Se aumenta il PIL rispetto a {\displaystyle f(L_{*})} e il salario reale diminuisce (o attraverso un aumento dell'inflazione con emissione di moneta da parte della Banca Centrale o attraverso una diminuzione del salario nominale) cresce pure il numero di occupati.
2. Se aumenta il PIL in modo maggiore dell'aumento del salario reale cresce anche il numero di occupati.
3. Se aumenta il PIL e il salario reale rimane invariato cresce anche il numero di occupati.
4. Se diminuisce il PIL indipendentemente dal fatto che il salario reale cresca, diminuisca o resti invariato, diminuisce anche il numero di occupati.